# Filip III Habsburg
Filip III, Felipe III (ur. 14 kwietnia 1578 w Madrycie, zm. 31 marca 1621 tamże) – król Hiszpanii i Portugalii jako Filip II (Filipe II) w latach 1598–1621.
Syn Filipa II i Anny Austriackiej. Mąż Małgorzaty, siostry cesarza Ferdynanda II (ślub w Walencji 18 kwietnia 1599).
Słaby i łagodny charakter, brak odpowiedniego wykształcenia i pasji władzy sprawił, że okres jego panowania upłynął całkowicie pod znakiem rządów tzw. validos, czyli królewskich faworytów, w szczególności Francisco de Sandovala y Rojas, księcia Lerma. Wraz z jego koronacją w historii Hiszpanii nastąpił okres tzw. Austrias menores, tj. Habsburgów mniejszych, nazywanych tak dla odróżnienia od wielkich władców z tego rodu – Karola I i Filipa II.

## Wywód genealogiczny
| 4. Karol V                 |  |                      |  |  |                       |
|                            |  | 2. Filip II Habsburg |  |  |                       |
| 5. Izabela Aviz            |  |                      |  |  |                       |
|                            |  |                      |  |  | 1. Filip III Habsburg |
| 6. Maksymilian II Habsburg |  |                      |  |  |                       |
|                            |  | 3. Anna Austriacka   |  |  |                       |
| 7. Maria córka Karola V    |  |                      |  |  |                       |
|                            |  |                      |  |  |                       |

## Ostatni następca
Filip III był czwartym synem czwartej żony Filipa II. Żaden z poprzednich synów nie przeżył władcy, dlatego to Filip został w wieku czterech lat księciem Asturii i następcą tronu. Pierwsza małżonka jego ojca – portugalska infantka – Maria Manuela powiła wprawdzie syna (i kilka dni później zmarła), ale Don Carlos zaczął zdradzać oznaki szaleństwa i umysłowego upośledzenia, dlatego Filip II w końcu pozbawił go następstwa i uwięził, choć był on wówczas jego jedynym synem. Don Carlos zmarł wkrótce w odosobnieniu, w wieku 23 lat (1568).
Bezdzietne okazało się następne małżeństwo Filipa II – zawarty wyłącznie dla konkretnych korzyści politycznych mariaż z królową Anglii Marią Tudor. Trzecia z kolei żona, francuska księżniczka Elżbieta de Valois, poroniwszy przy pierwszej ciąży z bliźniaczkami, powiła królowi dwie córki. Starsza, Izabela Klara Eugenia, była później żoną arcyksięcia Albrechta i namiestniczką Niderlandów, młodszą Katarzynę Michalinę wydano za Karola Emanuela, księcia Sabaudii. Obie córki król darzył szczerym uczuciem żadna z nich jednak nie mogła przejąć po ojcu schedy. Po śmierci Elżbiety, wynikłej z komplikacji przy kolejnej ciąży, król ożenił się zatem po raz czwarty, z Anną, córką cesarza Maksymiliana II, a przy okazji swoją siostrzenicą. Bliskie pokrewieństwo między małżonkami nie wróżyło dobrze przyszłości dynastii. I rzeczywiście, choć Anna urodziła piątkę dzieci, w tym czterech synów, wszystkie były słabego zdrowia i zmarły w wieku kilku lat, poza najmłodszym, urodzony 14 kwietnia 1578 w alkazarze w Madrycie Filipem, który choć również chorował w dzieciństwie, zdołał dożyć wieku dorosłego.
W roku 1582, po śmierci ostatniego z braci Filip został oficjalnie wyznaczony na następcę hiszpańskiego tronu. Wkrótce jednak król przekonał się, że syn nie był osobą predestynowaną do władania jednym z największych imperiów ówczesnego świata. Stary Filip do końca życia faworyzował więc obie córki. Uznawany za człowieka chłodnego i nieprzystępnego, Filip II jedynie w listach do córek przejawiał żar ojcowskich uczuć. Syn traktowany był przez niego z dystansem – król przyznawał, że Bóg nie obdarzył go męskim potomkiem zdolnym rządzić potężnym państwem i przewidywał, że kiedy Filip III założy koronę na skronie, to słudzy kierować będą postępowaniem słabego władcy. W swoich radach dla syna przestrzegał go przed wyznaczaniem faworytów i kazał podejrzliwie i z dystansem traktować doradców. Szybko miało się okazać, że przeczucie nie myliło starego Habsburga.

## Dziedzic kryzysu

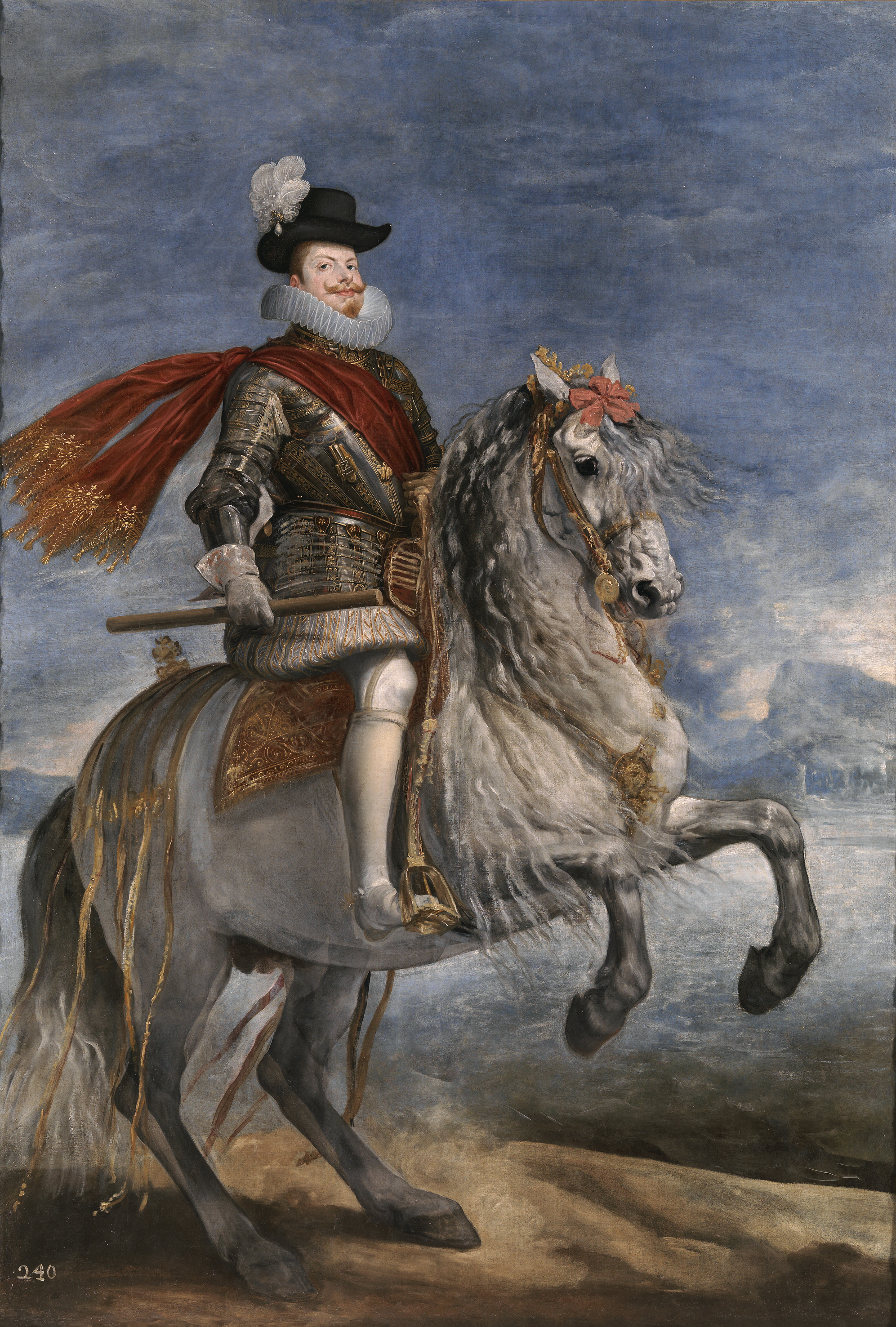
Portret konny Filipa III, Diego Velázquez, 1634-35, Muzeum Prado. Obraz pochodzi z cyklu portretów rodziny Filipa IV przeznaczonych do Salonu Królestw pałacu Buen Retiro w Madrycie.

Filip II zmarł 13 września 1598 r. Swojemu synowi zostawił w spadku największe terytorialnie państwo świata. Nawet nie biorąc pod uwagę posiadłości w Nowym Świecie i na Filipinach, obszar królestwa i zależnych od niego ziem był ogromny – obejmował cały Półwysep Iberyjski (Habsburgowie byli wszak również królami Portugalii), Niderlandy, Hrabstwo Burgundii (Franche-Comté), Księstwo Mediolanu, Sardynię, Neapol i Sycylię.
Ta potęga chwiała się jednak w posadach. Po początkowych sukcesach (Bitwa pod Lepanto i zajęcie Portugalii) Hiszpania ponosiła porażkę za porażką. Nie udało się opanowanie Francji, gdzie pierwszy z Burbonów, wytrawny władca Henryk IV oparł się Lidze Katolickiej i wymusił pokój na Hiszpanii. Zajadłość w zwalczaniu reformacji skończyła się powstaniem we Flandrii i kolejnymi stratami terytorialnymi. Uwieńczeniem i symbolem tego pasma porażek była klęska Niezwyciężonej Armady, wysłanej przeciw Anglii. Filip II przegrywał kolejne wojny, i choć nad imperium wciąż nigdy nie zachodziło słońce, to Hiszpania powoli traciła swój blask. Nie da się zresztą pominąć faktu, że los nie sprzyjał Habsburgowi – wszyscy przeciwnicy, z którymi się mierzył, przeszli do historii swoich państw jako wybitni władcy. Wyjątkowym królem był francuski Henryk IV, wytrawnym politycznie graczem był przywódca powstania we Flandrii Wilhelm I Orański, angielską królową Elżbietę I również uznaje się za jednego z największych władców w historii imperium brytyjskiego.
Do nieudanej polityki zagranicznej dochodziły poważne problemy wewnętrzne. Eksploracja nowych ziem w Indiach Zachodnich dała Hiszpanii niezmierzone bogactwa, bardzo przydatne – choć nie wystarczające – przy ekspansywnej polityce Filipa II. Przy okazji jednak spowodowała sporą jak na ówczesne czasy inflację, sięgającą 500 proc. w skali stulecia. Dobrobyt osiągnięty dzięki zasobom złota i srebra nie wymusił na gospodarce rozwoju – społeczeństwo gnuśniało, miasta powoli podupadały, a import gotowych wyrobów doprowadził do deficytu handlowego z resztą Europy.
We wrześniu 1598 r. Filip III dostał więc państwo obolałe po porażkach, zacofane gospodarczo, pogrążone w ekonomicznym kryzysie i skonfliktowane z niemal całą zachodnią Europą. Niedoświadczony politycznie, nie pojmujący zawiłości sprawowania rządów i zafascynowany teatrem, malarstwem i łowiectwem władca od początku szukał wsparcia wśród swoich arystokratów. Tak rozpoczęła się w historii Hiszpanii era rządów validos, królewskich faworytów i ministrów, którzy de facto przejęli władzę nad państwem.

## Rządy faworytów
Spośród hiszpańskich magnatów na czoło wysunął się Francisco Gómez de Sandoval y Rojas, markiz Denia. Obecny na dworze królewskim od trzeciego roku życia i wprawiony w dworskich intrygach wyśmienicie wyczuł nieśmiałość i niepewność młodego infanta. Szybko zdobył jego zaufanie, choć Filip II usiłował odsunąć go od następcy tronu (mianując w 1595 r. Sandovala wicekrólem Walencji), ale kiedy starość złożyła króla do łóżka i pozbawiła wpływu na państwo, markiz wrócił do Madrytu.
Natychmiast po przejęciu korony przez Filipa III Sandoval zyskał całkowity wpływ na rządy w państwie. Książę Lerma (tytuł przyznał mu król w 1599) mógł nawet w zastępstwie władcy sygnować królewskie dokumenty. Państwo to ja, mógłby powiedzieć, uprzedzając o 100 lat Ludwika XIV – jego fanaberie stawały się urzędową rzeczywistością, między skarbem Hiszpanii a kieszenią diuka można było swobodnie przeprowadzić znak równości, zaś załatwienie czegokolwiek na dworze oznaczało konieczność słonego opłacenia Lermy bądź któregoś z jego licznych protegowanych.
Dla zachowania swojego wpływu na króla Lerma potrafił nawet w 1601 r. zmusić Filipa do przeniesienia dworu królewskiego do Valladolid. Chodziło o odseparowanie monarchy od dworzan Filipa II (w szczególności cesarzowej Marii, żony Maksymiliana II, która powróciła do Hiszpanii w 1581 i żyła w jednym ze stołecznych klasztorów), głównym skutkiem tej decyzji były jednak olbrzymie koszty i niewygoda funkcjonowania dworu. Króla udało się sprowadzić z powrotem do Madrytu dopiero po 5 latach i zapłaceniu 250 000 dukatów przez madrycki magistrat.
Więcej informacji o kulisach przenosin do Valladolid znajdziesz tutaj. 

## Imperium pokojowe

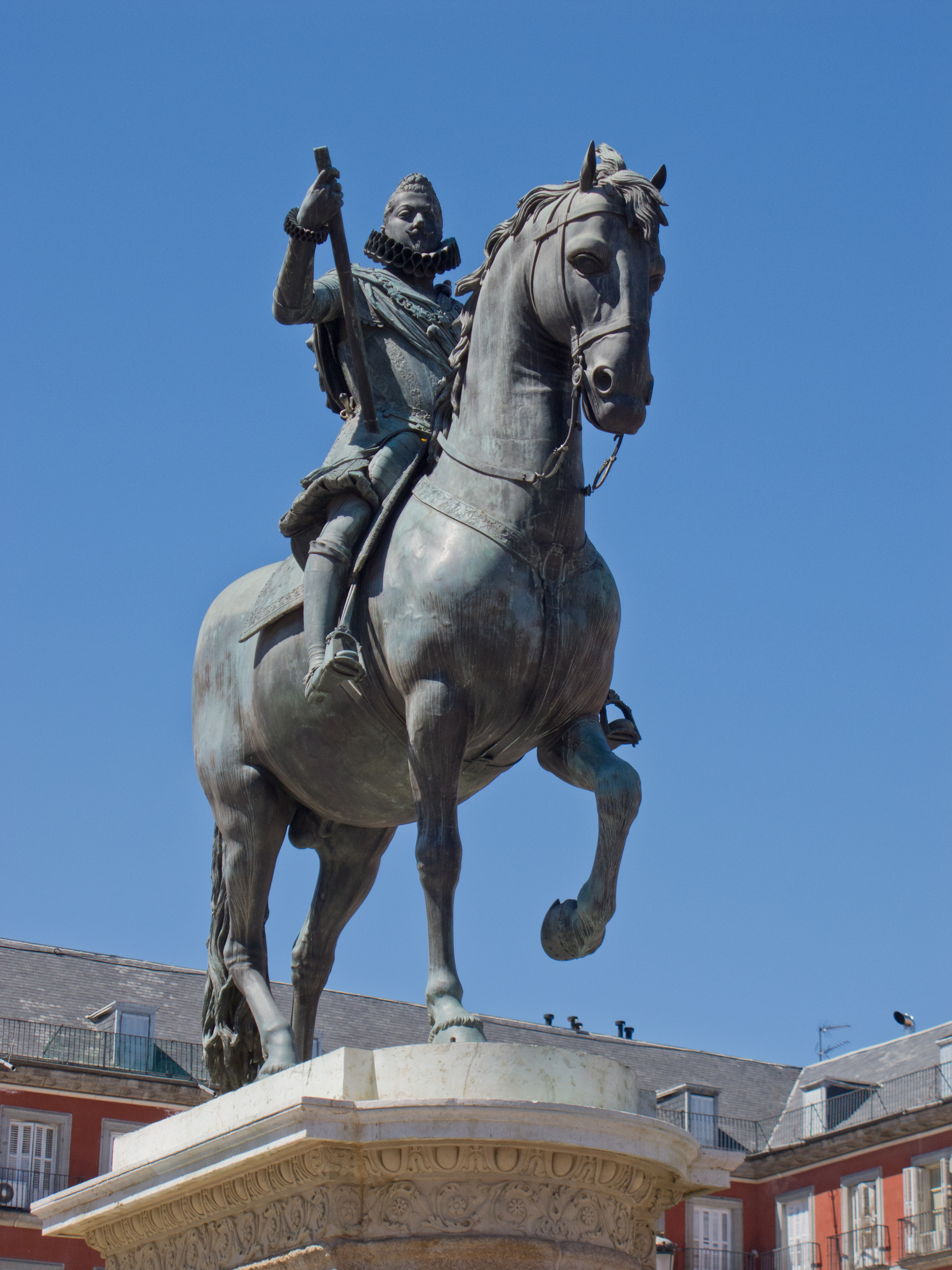
Posąg z brązu Filipa III na koniu, Madryt (Giambologna, Pietro Tacca (1616)).

Panowanie Filipa III upłynęło pod znakiem wygaszania konfliktów zbrojnych z wrogimi Hiszpanii państwami. Należy to zawdzięczać polityce zagranicznej Lermy, który wytrwale zabiegał o zakończenie wojen toczonych przez koronę. Jeszcze przed wstąpieniem Filipa na tron we francuskim Vervins podpisano traktat pokojowy kończący wojnę z Francją. Szczęśliwym trafem była śmierć angielskiej królowej Elżbiety I (1603), dzięki czemu rok później podpisano traktat z Jakubem I Stuartem. Pakt ustanawiał swobodę handlową pomiędzy oboma państwami i gwarantował bezpieczeństwo angielskim kupcom, którzy nie mogli od tej pory być ścigani przez inkwizycję.
Udało się też uspokoić Niderlandy, co graniczyło z cudem, bo po obu stronach panowały silne tendencje, by utrzymać status quo. Dla wielu Hiszpanów pokój z Holendrami był upokarzającą zgodą na herezję i bunt przeciw władzy monarchy, z kolei niektórym Holendrom odpowiadał stan wojny, który umożliwiał bezkarne podboje w Nowym Świecie. Do pokoju zatem nie doszło, podpisano jedynie rozejm, obliczony na 12 lat (9 kwietnia 1609). Rozejm zresztą okazał się kruchy i pozorny – Holendrzy bez żenady atakowali portugalskie posiadłości i zakładali własne kolonie w Brazylii i Azji Południowo-Wschodniej.
Choć zawieszenie broni w Niderlandach dotyczyło pozornie tylko Hiszpanii, wiernych jej południowych flamandzkich prowincji oraz zbuntowanej federacji Zjednoczonych Prowincji z północy, w istocie rzeczy oznaczało uspokojenie sytuacji w całej Europie. Niderlandy były bowiem jedynie jak soczewka, w której skupiał się ogólnoeuropejski konflikt – po jednej stronie głównym rozgrywającym była Hiszpania, wsparta przez Cesarstwo oraz większość państw katolickich, po drugiej Francja, państwa protestanckie i, okazjonalnie, Anglia. Rozejm dwunastoletni wprowadził więc na kilka lat spokój (nazywany czasem pax hispanica) przerywany jedynie lokalnymi konfliktami. Taka sytuacja utrzymała się aż do 1618 r., kiedy druga defenestracja praska rozpoczęła wojnę trzydziestoletnią. Lerma był przeciwny angażowaniu się Hiszpanii w Czechach. Wkrótce jednak on sam popadł w niełaski, a na dworze przewagę zyskało stronnictwo jastrzębi, gotowych walczyć o przywrócenie prestiżu monarchii. Hiszpania szybko wysłała więc do Czech swoje wojska. Koronnym argumentem za zaangażowaniem w konflikt w Pradze była kwestia praw do korony czeskiej – król Czech był bowiem jednym z siedmiu elektorów. Zdobycie tego stanowiska przez protestantów mogło oznaczać koniec cesarstwa katolickiego i utratę przez Hiszpanię głównego sojusznika w Europie.

## Przyjaciel literatów i kat morysków

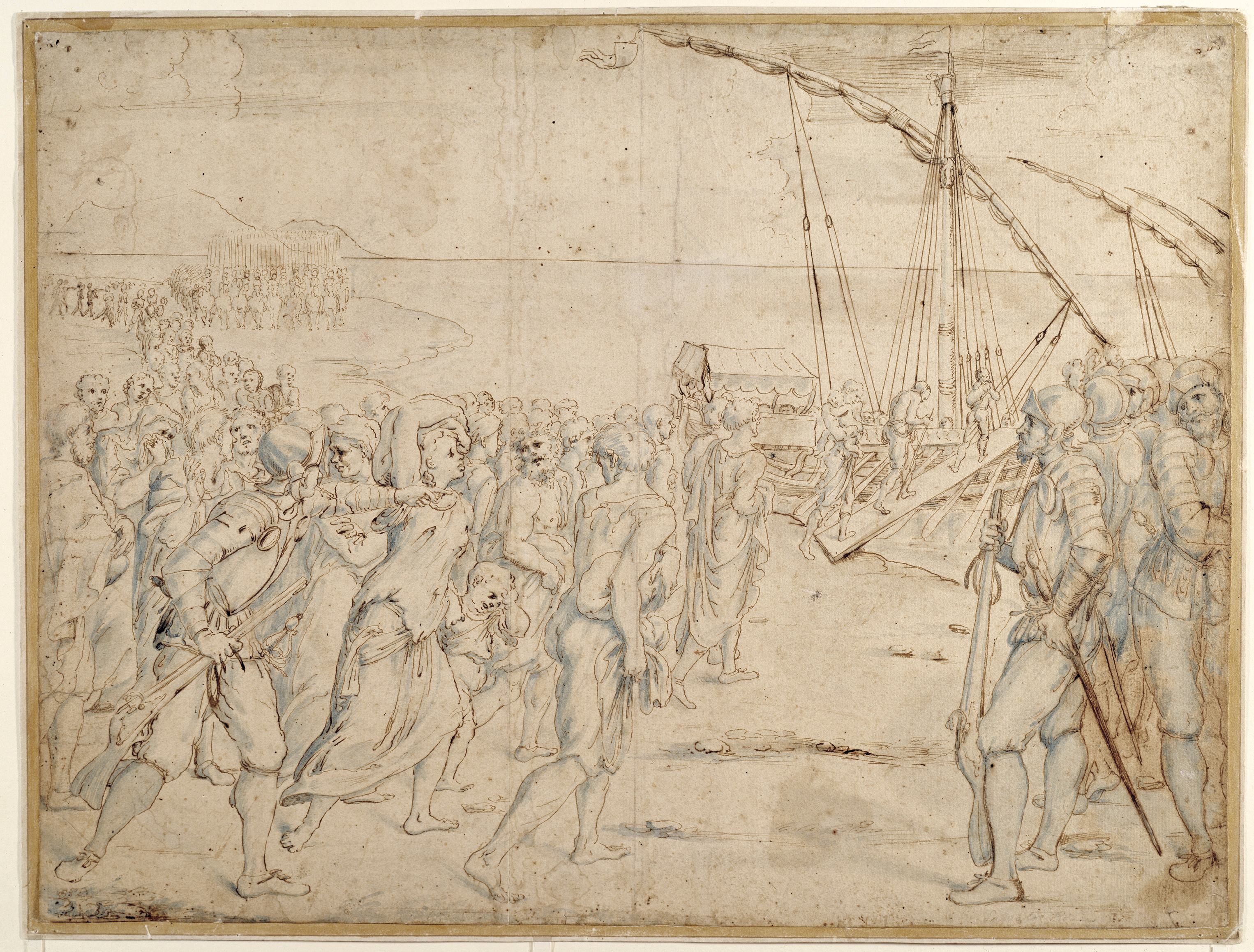
Wygnanie Morysków
Vicente Carducho
Muzeum Prado, Madryt.

Filip III nie cierpiał rządzenia, był za to wielkim miłośnikiem sztuk wszelakich. Szczególnymi jego względami cieszyła się literatura, a zwłaszcza twórczość dramatyczna. Na okres jego rządów przypada największy chyba w historii rozkwit literatury hiszpańskiej. W 1605 ukazuje się pierwsza część Don Quixote Cervantesa, dziesięć lat później pisarz publikuje drugą część. Osobistym kapelanem króla na dworze jest poeta Luis de Góngora y Argote. Swoją karierę rozpoczynają Francisco de Quevedo i Baltasar Gracián.
Prawdziwie złoty wiek przeżywa jednak hiszpański teatr. W czasie gdy w Anglii najsłynniejsze dramaty świata pisze William Szekspir, na Półwyspie Iberyjskim tworzą m.in. Lope de Vega (zwany twórcą dramatu narodowego), Tirso de Molina, Juan Ruiz de Alarcón, a wkrótce także Pedro Calderón de la Barca.
W dziedzinie architektury nastąpił wyraźny regres związany przede wszystkim z osłabieniem mieszczaństwa i recesją gospodarczą. Warto jednak zwrócić uwagę na niektóre relikty tej epoki, ze szczególnym uwzględnieniem Plaza Mayor, w Madrycie zbudowanym właśnie za panowania Filipa III (do dziś pośrodku placu stoi konny pomnik króla).
Temu kulturalnemu rozkwitowi towarzyszył jednak nieustannie triumf kontrreformacji. Szczególnym jej owocem było w Hiszpanii wygnanie morysków, tj. muzułmańskiej ludności półwyspu zmuszonej po rekonkwiście do przyjęcia chrześcijaństwa. Morysków dyskryminował już Filip II, ale dopiero jego syn, pod naciskiem kleru oraz kół wojskowych, zdecydował się na ostateczne rozwiązanie problemu. W 1609 r. wydał edykt nakazujący wygnanie Morysków z regionu Walencji, rok później wydalono ich również z Aragonii i Kastylii. W krótkim czasie Hiszpania straciła 300 tys. z ośmiu milionów obywateli. Krok ten nie pozostał bez wpływu na gospodarkę królestwa, szczególnie Walencji, gdzie mieszkała blisko połowa hiszpańskich Morysków. Gwałtowny spadek populacji państwa (do którego przyczyniły się również zaraza dżumy oraz emigracja do Nowego Świata) oznaczał wszak mniejszą liczbę rąk do pracy, mniejszy popyt na rynku i rozwarstwienie społeczeństwa.
Wygnaniu Morysków towarzyszyły też inne działania skierowane przeciw muzułmanom. Zdaniem niektórych wpływowych dworzan Filipa III należało zawiesić walki z chrześcijanami (nawet z heretykami, jak w Niderlandach czy Anglii), za to poważnie zabrać się za zwalczanie wyznawców islamu. Dlatego tuż po zawarciu na północy rozejmu dwunastoletniego hiszpańska flota rozpoczęła operacje na południu, zdobywając w 1610 r. miasto Larache (w dzisiejszym Maroku), a w 1614 Mamorę (dziś Mehdia). W 1618 r. Hiszpania przygotowywała się do większej ofensywy na Algier, wówczas główną bazę berberyjskich piratów, ale wybuch rebelii w Czechach i wojna trzydziestoletnia przerwały te plany.

## Kres wszechwładnego diuka i słabego monarchy

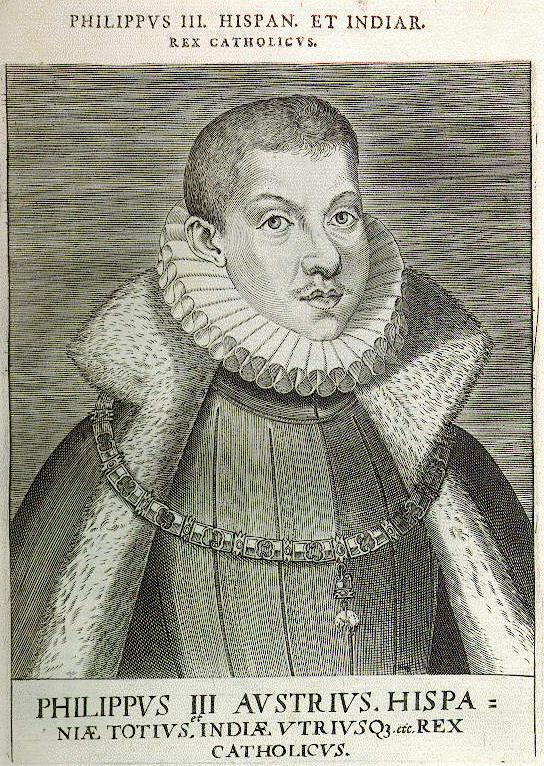
Filip III Habsburg

Samowola i wszechwładza Lermy coraz częściej i coraz bardziej drażniła pozostałych arystokratów. Pierwszym sygnałem, że książę traci swoją pozycję, był upadek jego protegowanego Rodriga de Calderón, markiza de Siete Iglesias, który na przekupstwie zgromadził prawdziwą fortunę. Calderón został oskarżony o zabójstwo i malwersację, skazany i doprowadzony na szafot.
Prawdziwym ciosem w plecy był jednak dla Lermy spisek jego syna, diuka de Uceda. Z inspiracji późniejszego valido Filipa IV, hrabiego Olivaresa i we współpracy ze spowiednikiem królewskim ojcem Aliagą doprowadzili do wydalenia Lermy z dworu w październiku 1618. Pół roku wcześniej książę zdołał wybłagać u papieża Pawła V nominację kardynalską, co miało mu zapewnić bezpieczeństwo. Wrócił więc do Valladolid, gdzie jeszcze w 1624 r. dopadł go wyrok nakazujący zwrócić do państwowej kasy milion dukatów. Zmarł rok później.
Na pozbawionego swojego pierwszego ministra króla wpływ usiłowali teraz wywierać Uceda i
Aliaga. Żaden z nich nie uzyskał jednak już takiej władzy, jaką miał Lerma. Zresztą sam król u schyłku życia zapragnął wreszcie stać się monarchą z prawdziwego zdarzenia. Nie zdążył. Zmarł 31 marca 1621 w Alkazarze w Madrycie, pozostawiając koronę swojemu synowi, Filipowi IV.

## Rodzina
Zgodnie z rodzinnym zwyczajem Habsburgów Filip II przeznaczył na żonę następcy tronu bliską krewniaczkę, jedną z arcyksiężniczek z linii styryjskiej. Przy czym rozważano kandydatury trzech sióstr, córek arcyksięcia Karola i Marii Bawarskiej – Gregorii Maksymiliany, Eleonory i Małgorzaty. Siostrami arcyksiężniczek były dwie kolejne polskie królowe, żony Zygmunta III Wazy: Anna i Konstancja. Wybór króla padł na Gregorię, lecz zanim dopełniono formalności (do zawarcia małżeństwa między bliskimi krewnymi konieczna była papieska dyspensa), narzeczona niespodziewanie zmarła (wrzesień 1597). Maria Bawarska zaproponowała wówczas wysłanie pozostałych dwóch arcyksiężniczek do Hiszpanii, a Filip na synową wyznaczył – wówczas zaledwie 13-letnią – Małgorzatę. Po uzyskaniu kolejnej papieskiej dyspensy Małgorzata poślubiła Filipa III już po śmierci starego króla, w Walencji 18 kwietnia 1599 roku. Para monarsza miała ośmioro dzieci:
- Annę Marię Maurycję (ur. 22 września 1601 r. w Valladolid, zm. 20 stycznia 1666 r. w Luwrze), żonę Ludwika XIII, króla Francji,
- Marię (ur. 1 lutego 1603 r. w Valladolid, zm. 1 marca 1603 r. w Valladolid),
- Filipa IV (ur. 8 kwietnia 1605 r. w Valladolid, zm. 17 września 1665 r. w Eskurialu), króla Hiszpanii,
- Marię Annę Małgorzatę (ur. 18 sierpnia 1606 r. w Eskurialu, zm. 13 maja 1646 r. w Linzu), żonę cesarza Ferdynanda III,
- Karola (ur. 14 września 1607 r. w Madrycie, zm. 30 lipca 1632 roku w Madrycie podczas epidemii tyfusu),
- Ferdynanda (ur. 16 maja 1609 r. w Eskurialu, zm. 9 listopada 1641 r. w Brukseli), arcybiskupa Toledo, namiestnika Niderlandów,
- Małgorzatę Franciszkę (ur. 24 maja 1610 r. w Lermie, zm. 11 marca 1617 r. w Eskurialu),
- Alfonsa Maurycego (ur. 22 września 1611 r. w Eskurialu, zm. 16 września 1612 r. w Madrycie),

Królowa Małgorzata zmarła w październiku 1611 na skutek gorączki połogowej. Filip III nie ożenił się ponownie.